# Хальвиль
Хальвиль (нем. Hallwil) — коммуна в Швейцарии, в кантоне Аргау.
Входит в состав округа Ленцбург. Население составляет 747 человек (на 31 декабря 2007 года). Официальный код — 4197.
Поблизости, на северном берегу Хальвильского озера, находится одна из основных туристских достопримечательностей Швейцарии — Хальвильский замок.